# Giannino Pieralisi Volley 2006-2007
Questa voce raccoglie le informazioni riguardanti il Giannino Pieralisi Volley nelle competizioni ufficiali della stagione 2006-2007.

## Stagione
La stagione 2006-07 è per il Giannino Pieralisi Volley, sponsorizzato dalla Monte Schiavo e dalla Banca Marche, la sesta consecutiva in Serie A1; viene cambiato l'allenatore, la cui scelta cade su Marcello Abbondanza, mentre nella rosa cambiano alcune giocatrici con l'inserimento di Heather Bown, Jaqueline de Carvalho, Raffaella Calloni, Elisa Cella e Simona Rinieri che vanno a sostituire le uscenti Erin Aldrich, Sofia Arimattei, Darina Mifkova, Marcela Ritschelová e Ljubov' Sokolova: tra le conferme quelle di Neli Marinova, Ilijana Petkova, Elisa Togut e Isabella Zilio.
Il campionato inizia con due vittorie consecutive, una contro il Volley 2002 Forlì, l'altra contro il River Volley: la prima sconfitta arriva alla terza giornata contro il Robursport Volley Pesaro. Dopo altri cinque successi di fila la squadra marchigiana incappa in uno stop in trasferta prima contro l'Asystel Volley e poi, dopo la gara vinta contro il Chieri Volley, contro il Volley Bergamo, chiudendo il girone di andata al quarto posto, utile per essere ripescata in Coppa Italia. Nel girone di ritorno invece il Giannino Pieralisi Volley vince tutte le partite, eccetto una sola sconfitta alla penultima giornata, ancora contro il club di Chieri, terminando la regular season al secondo posto in classifica. Nei quarti di finale dei play-off scudetto elimina in due gare il Vicenza Volley, mentre nelle semifinali ha la meglio, vincendo le tre gare necessarie per il passaggio del turno, contro la squadra di Pesaro: l'atto finale del campionato è con la Pallavolo Sirio Perugia, la quale riesce a vincere il titolo di campione d'Italia, battendo per tre volte la formazione di Jesi.
Qualificata di diritto alla Coppa Italia in quanto partecipante alla Serie A1 2006-07, il Giannino Pieralisi Volley chiude la prima fase a gironi al terzo posto del proprio raggruppamento: viene poi ripescato alla fase ad eliminazione diretta grazie al buon posizionamento in classifica al termine del girone di andata di campionato. Nei quarti di finale incontra la Pallavolo Sirio Perugia che vince sia la gara di andata che quella di ritorno, eliminando le marchigiane dalla competizione.
Il quinto posto al termine della regular season e la sconfitta nella finale dei play-off scudetto nella stagione 2005-06 consente al Giannino Pieralisi Volley di partecipare per la prima volta alla Champions League: la formazione italiana supera la prima fase con il primo posto nel proprio girone, con cinque vittorie all'attivo ed una sola sconfitta. Nella fase ad eliminazione diretta elimina nei play-off a 12 con una doppia vittoria sia nella gara di andata che in quella di ritorno il VakıfGüneş Istanbul, mentre nei play-off a 6 ha la peggio contro un'altra squadra italiana, il Volley Bergamo, nonostante la vittoria nella gara di andata, in trasferta, per 3-2, seguita però dalla sconfitta per 3-1 in quella di ritorno, in casa, eliminata per un peggior quoziente set.

## Organigramma societario
Area direttiva
- Presidente: Gennaro Pieralisi

Area tecnica
- Allenatore: Marcello Abbondanza
- Allenatore in seconda: Ivan Bragagni
- Assistente allenatore: Alex Guidi
- Scout man: Raffaele Romagnoli

Area sanitaria
- Medico: Daniele Lenti
- Preparatore atletico: Ivan Bragagni
- Fisioterapista: Gianni Serrani
- Massaggiatore: Francesco Pieralisi

## Rosa
| N° | Nome                  | Ruolo | Data di nascita   | Nazionalità sportiva |
| -- | --------------------- | ----- | ----------------- | -------------------- |
| 2  | Ilijana Petkova       | C     | 10 novembre 1977  | Rep. Ceca            |
| 3  | Elisa Togut           | S/O   | 14 maggio 1978    | Italia               |
| 4  | Ludovica Orazi        | S     | 29 maggio 1987    | Italia               |
| 6  | Francesca Giogoli     | P     | 20 marzo 1983     | Italia               |
| 7  | Neli Marinova         | P     | 27 maggio 1971    | Bulgaria             |
| 8  | Simona Rinieri        | S     | 1º settembre 1977 | Italia               |
| 9  | Heather Bown          | C     | 29 novembre 1978  | Stati Uniti          |
| 10 | Isabella Zilio        | L     | 5 marzo 1983      | Italia               |
| 12 | Jaqueline de Carvalho | S     | 31 dicembre 1983  | Brasile              |
| 12 | Francesca Imprescia   | C     | 1992              | Italia               |
| 13 | Raffaella Calloni     | C     | 4 maggio 1983     | Italia               |
| 13 | Giulia Bartolini      | C     | 19 ottobre 1992   | Italia               |
| 13 | Irene Padua           | S     | 19 febbraio 1989  | Italia               |
| 13 | Alessia Travaglini    | C     | 10 aprile 1988    | Italia               |
| 14 | Elisa Cella           | S     | 4 giugno 1982     | Italia               |
| 15 | Martha Zamora         | S/O   | 15 ottobre 1983   | Cuba                 |

## Mercato
| Acquisti | Acquisti              | Acquisti          | Acquisti   |
| R.       | Nome                  | da                | Modalità   |
| -------- | --------------------- | ----------------- | ---------- |
| C        | Heather Bown          | Airone            | definitivo |
| C        | Raffaella Calloni     | Asystel           | definitivo |
| S        | Jaqueline de Carvalho | Rio de Janeiro    | definitivo |
| S        | Elisa Cella           | Arzano            | definitivo |
| P        | Francesca Giogoli     | Roma              | definitivo |
| C/O      | Francesca Imprescia   | Costanzo Siracusa | definitivo |
| S        | Simona Rinieri        | Robursport Pesaro | definitivo |
| S/O      | Martha Zamora         | ?                 | definitivo |

| Cessioni | Cessioni            | Cessioni     | Cessioni   |
| R.       | Nome                | a            | Modalità   |
| -------- | ------------------- | ------------ | ---------- |
| C        | Erin Aldrich        | Altamura     | definitivo |
| S        | Sofia Arimattei     | Effe Isernia | definitivo |
| S        | Giulia Borgogelli   | ?            | definitivo |
| P        | Valeria Cimoli      | San Casciano | definitivo |
| S        | Darina Mifkova      | Club Padova  | definitivo |
| C        | Marcela Ritschelová | -            | ritirata   |
| S        | Ljubov' Sokolova    | CAV Murcia   | definitivo |
| S/O      | Martha Zamora       | Virtus Roma  | definitivo |

## Risultati

### Serie A1

#### Girone di andata
| 1ª giornata - 26 novembre 2006 PalaTriccoli, Jesi       | Giannino Pieralisi | 3 - 0 | Forlì              | 25-14, 25-19, 25-21        |
| 2ª giornata - 3 dicembre 2006 PalaFranzanti, Piacenza   | River              | 0 - 3 | Giannino Pieralisi | 29-31, 23-25, 20-25        |
| 3ª giornata - 10 dicembre 2006 PalaTriccoli, Jesi       | Giannino Pieralisi | 0 - 3 | Robursport Pesaro  | 25-27, 18-25, 21-25        |
| 4ª giornata - 17 dicembre 2006 PalaTriccoli, Jesi       | Giannino Pieralisi | 3 - 0 | Santeramo          | 25-20, 25-11, 25-17        |
| 5ª giornata - 29 dicembre 2006 PalaEvangelisti, Perugia | Sirio Perugia      | 0 - 3 | Giannino Pieralisi | 23-25, 24-26, 21-25        |
| 6ª giornata - 6 gennaio 2007 PalaTriccoli, Jesi         | Giannino Pieralisi | 3 - 1 | Club Padova        | 25-20, 23-25, 25-13, 25-22 |
| 7ª giornata - 13 gennaio 2007 PalaBaldassarra, Altamura | Altamura           | 1 - 3 | Giannino Pieralisi | 16-25, 27-25, 18-25, 23-25 |
| 8ª giornata - 21 gennaio 2007 PalaTriccoli, Jesi        | Giannino Pieralisi | 3 - 0 | Vicenza            | 25-16, 25-19, 25-17        |
| 9ª giornata - 27 gennaio 2007 PalaDalLago, Novara       | Asystel            | 3 - 0 | Giannino Pieralisi | 25-16, 25-20, 25-23        |
| 10ª giornata - 4 febbraio 2007 PalaTriccoli, Jesi       | Giannino Pieralisi | 3 - 1 | Chieri             | 23-25, 25-23, 25-22, 25-17 |
| 11ª giornata - 12 febbraio 2007 PalaNorda, Bergamo      | Bergamo            | 3 - 0 | Giannino Pieralisi | 28-26, 26-24, 25-14        |

#### Girone di ritorno
| 12ª giornata - 18 febbraio 2007 PalaGalassi, Forlì                | Forlì              | 0 - 3 | Giannino Pieralisi | 19-25, 16-25, 20-25               |
| 13ª giornata - 25 febbraio 2007 PalaTriccoli, Jesi                | Giannino Pieralisi | 3 - 0 | River              | 25-22, 25-17, 25-20               |
| 14ª giornata - 10 marzo 2007 PalaDionigi, Sant'Angelo in Lizzola  | Robursport Pesaro  | 2 - 3 | Giannino Pieralisi | 25-23, 23-25, 23-25, 25-16, 13-15 |
| 15ª giornata - 18 marzo 2007 PalaCooper, Santeramo in Colle       | Santeramo          | 2 - 3 | Giannino Pieralisi | 27-25, 25-18, 17-25, 14-25, 10-15 |
| 16ª giornata - 25 marzo 2007 PalaTriccoli, Jesi                   | Giannino Pieralisi | 3 - 1 | Sirio Perugia      | 20-25, 26-24, 25-22, 25-22        |
| 17ª giornata - 7 aprile 2007 PalaArcella, Padova                  | Club Padova        | 1 - 3 | Giannino Pieralisi | 22-25, 22-25, 25-23, 23-25        |
| 18ª giornata - 15 aprile 2007 PalaTriccoli, Jesi                  | Giannino Pieralisi | 3 - 0 | Altamura           | 25-21, 25-12, 25-20               |
| 19ª giornata - 22 aprile 2007 Palasport Città di Vicenza, Vicenza | Vicenza            | 0 - 3 | Giannino Pieralisi | 23-25, 16-25, 13-25               |
| 20ª giornata - 25 aprile 2007 PalaTriccoli, Jesi                  | Giannino Pieralisi | 3 - 0 | Asystel            | 25-20, 25-23, 25-17               |
| 21ª giornata - 28 aprile 2007 PalaMaddalene, Chieri               | Chieri             | 3 - 0 | Giannino Pieralisi | 25-20, 25-15, 25-23               |
| 22ª giornata - 6 maggio 2007 PalaTriccoli, Jesi                   | Giannino Pieralisi | 3 - 2 | Bergamo            | 25-20, 14-25, 20-25, 25-16, 15-13 |

#### Play-off scudetto
| Quarti di finale (gara 1) - 9 maggio 2007 Palasport Città di Vicenza, Vicenza | Vicenza            | 0 - 3 | Giannino Pieralisi | 8-25, 24-26, 16-25                |
| Quarti di finale (gara 2) - 13 maggio 2007 PalaTriccoli, Jesi                 | Giannino Pieralisi | 3 - 1 | Vicenza            | 25-27, 25-12, 25-17, 25-13        |
| Semifinali (gara 1) - 19 maggio 2007 PalaTriccoli, Jesi                       | Giannino Pieralisi | 3 - 2 | Robursport Pesaro  | 25-12, 20-25, 20-25, 25-23, 15-11 |
| Semifinali (gara 2) - 23 maggio 2007 PalaDionigi, Sant'Angelo in Lizzola      | Robursport Pesaro  | 1 - 3 | Giannino Pieralisi | 19-25, 25-22, 21-25, 18-25        |
| Semifinali (gara 3) - 27 maggio 2007 PalaTriccoli, Jesi                       | Giannino Pieralisi | 3 - 0 | Robursport Pesaro  | 25-18, 25-23, 29-27               |
| Finale (gara 1) - 6 giugno 2007 PalaTriccoli, Jesi                            | Giannino Pieralisi | 2 - 3 | Sirio Perugia      | 23-25, 25-15, 21-25, 25-22, 13-15 |
| Finale (gara 2) - 10 giugno 2007 PalaEvangelisti, Perugia                     | Sirio Perugia      | 3 - 0 | Giannino Pieralisi | 25-23, 25-20, 25-22               |
| Finale (gara 3) - 13 giugno 2007 PalaTriccoli, Jesi                           | Giannino Pieralisi | 0 - 3 | Sirio Perugia      | 18-25, 13-25, 27-29               |

### Coppa Italia

#### Fase a gironi
| 1ª giornata - 1º ottobre 2006 PalaTriccoli, Jesi             | Giannino Pieralisi | 3 - 1 | Altamura           | 25-20, 25-13, 17-25, 25-20 |
| 2ª giornata - 8 ottobre 2006 PalaEvangelisti, Perugia        | Sirio Perugia      | 3 - 0 | Giannino Pieralisi | 25-13, 25-20, 25-19        |
| 3ª giornata - 15 ottobre 2006 PalaCooper, Santeramo in Colle | Santeramo          | 1 - 3 | Giannino Pieralisi | 25-21, 23-25, 24-26, 23-25 |
| 4ª giornata - 22 ottobre 2006 PalaTriccoli, Jesi             | Giannino Pieralisi | 0 - 3 | Santeramo          | 27-29, 24-26, 21-25        |
| 5ª giornata - 29 ottobre 2006 PalaTriccoli, Jesi             | Giannino Pieralisi | 0 - 3 | Sirio Perugia      | 16-25, 23-25, 25-27        |
| 6ª giornata - 5 novembre 2006 PalaBaldassarra, Altamura      | Altamura           | 3 - 1 | Giannino Pieralisi | 25-13, 25-13, 18-25, 25-22 |

#### Fase a eliminazione diretta
| Quarti di finale (andata) - 21 febbraio 2007 PalaEvangelisti, Perugia | Sirio Perugia      | 3 - 0 | Giannino Pieralisi | 25-22, 25-20, 25-19 |
| Quarti di finale (ritorno) - 13 marzo 2007 PalaTriccoli, Jesi         | Giannino Pieralisi | 0 - 3 | Sirio Perugia      | 17-25, 23-25, 23-25 |

### Champions League

#### Fase a gironi
| 1ª giornata - 29 novembre 2006 PalaTriccoli, Jesi                    | Giannino Pieralisi | 2 - 3 | Voléro Zurigo      | 19-25, 25-20, 16-25, 25-21, 12-15 |
| 2ª giornata - 7 dicembre 2006 Centro Insular de Deportes, Las Palmas | Las Palmas         | 2 - 3 | Giannino Pieralisi | 19-25, 25-21, 18-25, 25-23, 10-15 |
| 3ª giornata - 13 dicembre 2006 PalaTriccoli, Jesi                    | Giannino Pieralisi | 3 - 1 | Martinus           | 25-23, 20-25, 25-19, 25-21        |
| 4ª giornata - 20 dicembre 2006 Emergohal, Amstelveen                 | Martinus           | 1 - 3 | Giannino Pieralisi | 22-25, 17-25, 25-22, 20-25        |
| 5ª giornata - 10 gennaio 2007 PalaTriccoli, Jesi                     | Giannino Pieralisi | 3 - 0 | Las Palmas         | 25-16, 25-23, 25-17               |
| 6ª giornata - 16 gennaio 2007 Sportanlage Im Birch, Zurigo           | Voléro Zurigo      | 2 - 3 | Giannino Pieralisi | 19-25, 25-20, 18-25, 25-19, 8-15  |

#### Fase a eliminazione diretta
| Play-off a 12 (andata) - 7 febbraio 2007 Haldun Alagaş Spor Salonu, Istanbul | VakıfBank GS       | 1 - 3 | Giannino Pieralisi | 13-25, 18-25, 25-7, 13-25         |
| Play-off a 12 (ritorno) - 15 febbraio 2007 PalaTriccoli, Jesi                | Giannino Pieralisi | 3 - 0 | VakıfBank GS       | 25-20, 25-18, 25-20               |
| Play-off a 6 (andata) - 27 febbraio 2007 PalaFacchetti, Treviglio            | Bergamo            | 2 - 3 | Giannino Pieralisi | 20-25, 19-25, 25-15, 25-19, 12-15 |
| Play-off a 6 (ritorno) - 7 marzo 2007 PalaTriccoli, Jesi                     | Giannino Pieralisi | 1 - 3 | Bergamo            | 22-25, 22-25, 25-20, 23-25        |

## Statistiche

### Statistiche di squadra
| Competizione     | Punti | In casa | In casa | In casa | In trasferta | In trasferta | In trasferta | Totale | Totale | Totale |
| Competizione     | Punti | G       | V       | P       | G            | V            | P            | G      | V      | P      |
| ---------------- | ----- | ------- | ------- | ------- | ------------ | ------------ | ------------ | ------ | ------ | ------ |
| Serie A1         | 51    | 16      | 13      | 3       | 14           | 10           | 4            | 30     | 23     | 7      |
| Coppa Italia     | 6     | 4       | 1       | 3       | 4            | 1            | 3            | 8      | 2      | 6      |
| Champions League | 11    | 5       | 3       | 2       | 5            | 5            | 0            | 10     | 8      | 2      |
| Totale           | -     | 25      | 17      | 8       | 23           | 16           | 7            | 48     | 33     | 15     |

G = partite giocate; V = partite vinte; P = partite perse

### Statistiche dei giocatori
| G. Bartolini   | -  | -   | -   | -  | -  | 1 | 0  | 0  | 0  | 0 | Statistiche assenti | Statistiche assenti |
| H. Bown        | 29 | 363 | 281 | 71 | 11 | 2 | 17 | 16 | 1  | 0 | Statistiche assenti | Statistiche assenti |
| R. Calloni     | 30 | 108 | 71  | 28 | 9  | 8 | 62 | 50 | 9  | 3 | Statistiche assenti | Statistiche assenti |
| E. Cella       | 24 | 101 | 79  | 14 | 8  | 4 | 68 | 56 | 4  | 8 | Statistiche assenti | Statistiche assenti |
| J. de Carvalho | 27 | 260 | 218 | 27 | 15 | 1 | 10 | 7  | 2  | 1 | Statistiche assenti | Statistiche assenti |
| F. Giogoli     | 27 | 3   | 0   | 0  | 3  | 8 | 6  | 5  | 1  | 0 | Statistiche assenti | Statistiche assenti |
| F. Imprescia   | -  | -   | -   | -  | -  | 2 | 2  | 2  | 0  | 0 | Statistiche assenti | Statistiche assenti |
| N. Marinova    | 29 | 40  | 20  | 5  | 15 | 8 | 11 | 4  | 1  | 6 | Statistiche assenti | Statistiche assenti |
| L. Orazi       | -  | -   | -   | -  | -  | 6 | 26 | 19 | 5  | 2 | Statistiche assenti | Statistiche assenti |
| I. Padua       | 3  | 2   | 1   | 0  | 1  | 6 | 34 | 29 | 5  | 0 | Statistiche assenti | Statistiche assenti |
| I. Petkova     | 29 | 130 | 86  | 40 | 4  | 8 | 65 | 43 | 14 | 8 | Statistiche assenti | Statistiche assenti |
| S. Rinieri     | 29 | 389 | 320 | 42 | 27 | 2 | 24 | 20 | 3  | 1 | Statistiche assenti | Statistiche assenti |
| E. Togut       | 26 | 451 | 400 | 36 | 16 | 2 | 22 | 22 | 0  | 0 | Statistiche assenti | Statistiche assenti |
| A. Travaglini  | 6  | 0   | 0   | 0  | 0  | 7 | 3  | 2  | 1  | 0 | Statistiche assenti | Statistiche assenti |
| M. Zamora      | 13 | 46  | 40  | 4  | 2  | 7 | 80 | 67 | 7  | 6 | Statistiche assenti | Statistiche assenti |
| I. Zilio       | 30 | 0   | 0   | 0  | 0  | 8 | 0  | 0  | 0  | 0 | Statistiche assenti | Statistiche assenti |

P = presenze; PT = punti totali; AV = attacchi vincenti; MV = muri vincenti; BV = battute vincenti